# 周匡物
周匡物（?—?），字几本，福建漳州人。唐朝诗人。
唐元和十一年(816年)，中进士。因中进士曾在天城山读书，该山后改名为“名第山”，周匡物号名第先生。
周匡物官至高州刺史。
《全唐诗》收其《古镜歌》、《及第谣》、《及第后谢座主》、《自题读书堂》、《应举题钱塘公馆》等篇。